# Rödlägnorna
Rödlägnorna är skär i Åland (Finland). De ligger i Skärgårdshavet och i kommunen Kökar i landskapet Åland, i den sydvästra delen av landet. Öarna ligger omkring 66 kilometer öster om Mariehamn och omkring 220 kilometer väster om Helsingfors. Rödlägnorna ligger 6 meter över havet.
Arean för den av öarna koordinaterna pekar på är 0,6 hektar och dess största längd är 200 meter i sydväst-nordöstlig riktning. Trakten är glest befolkad. Närmaste större samhälle är Kökar, 10,0 km nordväst om Rödlägnorna.

## Klimat
Inlandsklimat råder i trakten. Årsmedeltemperaturen i trakten är 5 °C. Den varmaste månaden är augusti, då medeltemperaturen är 16 °C, och den kallaste är mars, med −4 °C.